# بخش لانگچانگ
بخش لانگچانگ (به لاتین: Longchang) یک منطقهٔ مسکونی در چین است که در نایجیانگ واقع شده‌است. بخش لانگچانگ ۷۹۲ کیلومتر مربع مساحت و ۷۶۰٬۰۰۰ نفر جمعیت دارد.